# Francisco Urcuyo Maliaños
Francisco Urcuyo Maliaños (Rivas, 30 luglio 1915 – Managua, 14 settembre 2001) è stato un politico nicaraguense.

## Biografia
Fu brevemente Presidente ad interim del Nicaragua dal 17 al 18 luglio 1979 durante i passaggi di potere tra il dittatore Anastasio Somoza e la Junta de Reconstrucción Nacional.
| Controllo di autorità | VIAF (EN) 11141030 · ISNI (EN) 0000 0000 2036 0602 · LCCN (EN) n80042795 |